# جوائز كليو
جوائز كليو (بالإنجليزية: Clio Awards) برنامج جوائز سنوي يعترف بالابتكار، والتميز الإبداعي في الإعلان، والتصميم، والاتصال، وفقًا لتقدير لجنة دولية من محترفي الإعلانات. وصفت مجلة تايم الحدث (في عام 1991) بأنه أكثر الجوائز الإعلانية العالمية شهرة.

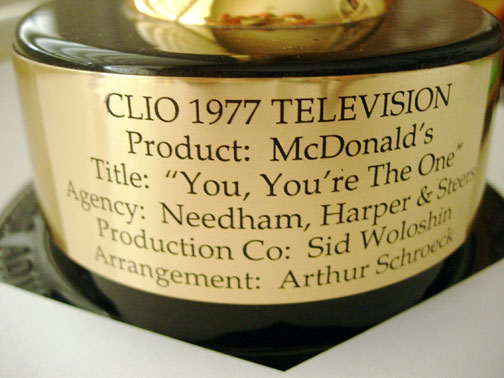
لوحة منقوشة على جائزة كليو 1977

## تاريخ
تم تسمية الجوائز، التي أسسها والاس أ. روس في عام 1959، على اسم الإلهة اليونانية كليو، المتحف الأسطوري المعروف باسم "المبشر، والمجد، والاحتفال بالتاريخ، والأعمال، والإنجازات العظيمة.

## التحكيم
صرح برنامج كليو في عام 2007 أن المسابقة تلقت أكثر من 19.000 مشاركة من جميع أنحاء العالم وجندت لجنة تحكيم تضم أكثر من 110 حكامًا من 62 دولة. جاء ما يقرب من ثلثي الطلبات من خارج الولايات المتحدة.
في عام 2014 جمع كليو لجنة تحكيم 50/50 من الذكور والإناث مكونة من أكثر من 70٪ من القضاة الدوليين (غير الأمريكيين). كان 2014 أيضًا العام الذي بدأ فيه كليو عقد جلسات التحكيم على المستوى الدولي. وعقدت جلسة التحكيم لعام 2014 في مالطا، وكان من المقرر عقد جلسة عام 2015 في تينيريفي، إسبانيا.
وفقًا لموقع جوائز كليو، يتم التخلص من أكثر من 80٪ من الطلبات خلال الجولتين الأوليين. ثم تحدد هيئة المحلفين بعد ذلك ما إذا كان العمل يستحق إدراجه في القائمة المختصرة، أو الحصول على ميدالية برونزية، أو فضية، أو ذهبية. يمكن منح عمل واحد من كل نوع من وسائل الإعلام وسام جراند كليو، وهو أعلى وسام.

## وصلات خارجية
https://clios.com/ جوائز كليو
https://clios.com/awards جوائز كليو
https://clios.com/awards/winner/audio/history-2977 جوائز كليو
https://societyawards.com/blog/a-brief-history-of-the-clios/ جوائز كليو